# 神槍
神鎗或稱飛槍、神機槍、神機火槍，是一種發射箭矢的管形火器。明朝在永樂年間與安南（今越南）交戰後所得。其箭下與推進藥之間有木送子（木馬子），用於防止漏氣。明代手銃受神槍影響後也開始使用木送子。